# Penelope jacucaca
La penelope frontebianca (Penelope jacucaca Spix, 1825) è un uccello galliforme della famiglia dei Cracidi endemico del Brasile orientale.

## Descrizione

### Dimensioni
Misura circa 65-70 cm di lunghezza.

### Aspetto
La penelope frontebianca è un uccello di medie dimensioni della famiglia dei Cracidi, un gruppo di uccelli simili nell'aspetto ai tacchini. Ha un piumaggio costituito da varie tonalità calde di marrone, con evidenti striature bianche sulla parte superiore dell'ala, e, come tutte le penelopi, presenta una caratteristica area di pelle nuda rossa sulla gola. Gli occhi sono marroni e la pelle nuda della faccia è nera. Ha un'evidente linea sopracciliare bianca, alla quale deve il nome comune, il becco giallastro e i piedi rossastri.

## Biologia
Non possediamo molte informazioni riguardo alla storia naturale di questa specie. La stagione riproduttiva varia da una parte all'altra dell'areale: in base al clima e all'arrivo della stagione delle piogge, la nidificazione può avvenire in qualsiasi periodo tra ottobre e maggio. La femmina depone generalmente una covata composta da tre o quattro uova.

## Distribuzione e habitat
Diffusa unicamente nel Brasile nord-orientale, la penelope crestabianca sembra essere attualmente suddivisa in tre distinte popolazioni: a sud del Rio São Francisco; a nord-est del Rio São Francisco; e nell'area compresa tra il Piauí sud-orientale e il Ceará occidentale. In passato occupava un areale molto più vasto, che si estendeva fino alle regioni costiere degli stati di Alagoas, Pernambuco o Paraíba, ma molto probabilmente è scomparsa da queste zone.
Abita nelle foreste aride di pianura e nella caatinga, un particolare tipo di habitat proprio del Brasile nord-orientale caratterizzato da piccoli alberi e arbusti spinosi.

## Conservazione
Il Nord-est del Brasile è la regione più povera del Paese e ha una lunga tradizione di caccia. La penelope frontebianca costituisce purtroppo un bersaglio appetibile per i cacciatori, date le sue dimensioni, e viene uccisa anche all'interno delle cosiddette «aree protette». Una seconda minaccia devastante per la specie è costituita dalla deforestazione intensiva e dal degrado degli habitat in cui vive.
Le ricerche sul campo hanno dimostrato che la specie è presente in un certo numero di aree protette; tuttavia, per proteggerla dai cacciatori, è necessaria una migliore applicazione delle leggi e quindi un maggiore sostegno finanziario. L'Istituto brasiliano dell'ambiente e delle risorse naturali rinnovabili, o IBAMA, sta sviluppando un piano d'azione per la conservazione degli uccelli della famiglia dei Cracidi, che interesserà pertanto anche la penelope frontebianca. Sono state proposte anche altre misure di conservazione, come lo sviluppo di un piano d'azione specifico per questa specie e il suo habitat, ma soprattutto è imperativa la necessità di avviare campagne di sensibilizzazione presso i locali allo scopo di combattere la caccia nelle aree protette.